# Бабит
Бабитът представлява антифрикционна леснотопима сплав. Нарича се още композиция. Може да е оловна, калаена или оловно-калаена, легирана с антимон, мед, никел, кадмий, телур, калций, натрий и др. Приложение – за плъзгащи лагери, в миналото.
Много широко приложение, бабитът е намирал в плъзгащите лагери на буксите на подвижния ЖП състав – вагони и локомотиви. За лагерите на ПЖПС се е използвала калаена композиция марка К83. Все още обаче се използват плъзгащи лагери, залети с бабит при осното лагеруване на тяговите двигатели на някои серии дизел-електрически и електрически локомотиви, както и при трамваите.
Бабитните лагери имат ниска товароносимост. При по-голямо натоварване те се загряват, а при по-високо загряване бабита се разтопява и лагерът дефектира. Оттам идва изразът „ще ти стопя лагерите“, в смисъл: прекомерно натоварване.